# Robert Gilles Plantey
Robert Gilles Plantey, né le 12 septembre 1881 à Bordeaux et mort le 11 août 1974 à Rambouillet, est un peintre français.

## Biographie
Robert Gilles Plantey est le fils de Jean Plantey, marchand de bois, et de Pétronille Suzanne Arnaudin.
Élève de Gabriel Ferrier, il expose au Salon à partir de 1908.
Il épouse Marguerite Hilda Stehelin, artiste-peintre et dessinatrice.
Il obtient une médaille de troisième classe en 1908, le prix Rosa-Bonheur en 1931, et la médaille d’or en 1932.
Il meurt à Rambouillet à l'âge de 92 ans.